# 松阪隆子
松阪 隆子（まつざか たかこ、1956年6月1日 - ）は、日本の女優。本名も同じ。神奈川県出身。特技はピアノ。旧芸名及び別名は松坂隆子。

## 来歴・人物
成城学園短期大学卒業。
テレビドラマ、舞台などで活躍する。1984年にNHK教育テレビ趣味講座『レッツダンス』ではアシスタントを務めた。

## 出演

### 映画
- Shall we ダンス?（1996年） - 服部房子 役

### テレビドラマ
- 新・平家物語（1972年、NHK）
- Gメン'75　第187話「爆弾を持ったサンタクロース」（1978年、TBS）−太田の娘
- 大都会 PARTIII 第28話「ブラックホール」（1979年、NTV）
- 探偵物語 第4話「暴力組織」（1979年、NTV）
- 西部警察 第8話「拳銃シンジケート」（1979年、ANB） - きよみ 役
- 平岩弓枝ドラマシリーズ （CX）
  - 花祭（1982年）
  - 湖水祭（1983年 - 1984年）
- 悪女の招待状（1982年、ANB）
- 銀河テレビ小説 （NHK）
  - パパ スカートはいてよ（1983年）
  - 迷惑かけてありがとう（1984年）
  - ときめき ああ青函連絡船（1986年）
- 黒革の手帖（1984年、TBS） - 安島亜矢子 役
- 大奥 第40話「消えた女の伝説」・第41話「疑惑の小公女」（1984年、KTV） - お巳代の方 役
- 生きて行く私（1984年、MBS）
- 大家族（1984年 - 1985年、TBS）
- 安寿子の靴（1984年、NHK）
- 雪舞（1984年、TBS）
- 匂いガラス（1986年、NHK）
- 誇りの報酬 第27話「芹沢刑事・絶体絶命!」（1986年、NTV / 東宝） - 医師 役
- ドラマ23 （TBS）
  - 恋人関係（1988年）
  - 妻（1988年）
- 春燈（1989年、ANB）
- 火曜サスペンス劇場 （NTV）
  - 「女監察医・室生亜季子6・赤い髪の女」（1989年）
  - 「弁護士・高林鮎子31・寝台特急トワイライトエクスプレスの罠」（2003年）
- CBC制作昼の連続ドラマ / 女が会社を作るとき（1989年、CBC） - 里見 役
- ドラマ10 / 海照らし（1989年、NHK）
- 水曜ドラマ / マダム・りん子の事件帖（1991年、NHK） - 水上志津 役
- 夢みた旅（1991年、NHK）
- 華の誓い（1991年、THK）
- 金曜ドラマシアター「安川刑事シリーズ・殺してしまいたい」（1991年、CX）
- 金田一耕助の傑作推理 悪魔が来りて笛を吹く（1992年、TBS） - 華子 役
- 土曜ワイド劇場 （ANB）
  - 「森村誠一の完全犯罪の使者」（1993年） - 高坂昌子 役
  - 「タクシードライバーの推理日誌6・再会した女」（1995年） - 高月静香 役
  - 「はみだし弁護士・巽志郎1・競馬場ギャル殺人事件!」（1996年）
  - 「殺人迷宮課の名警部 連鎖の追跡」（1997年）
  - 「終着駅シリーズ8・夜行列車」（2000年）
  - 「事件記者冴子の殺人スクープ3」（2001年） - 森川千恵子 役
  - 「ぽっかや事件カルテ4」（2004年） - 島村玲子 役
  - 「隠蔽捜査」（2007年）
- 七人の女弁護士 第3シリーズ 第7話「豪邸で襲われた若妻! 離婚殺人の罠…」（1993年、ANB） - 有田康子 役
- 青春牡丹燈篭（1993年、NHK）
- 風のロンド（1995年、THK）
- はぐれ刑事純情派 （ANB）
  - （1992年） - 井上香苗 役
  - 第7シリーズ 第16話「真夏の花嫁・街で拾った女!?」（1994年） - 中川弥生 役
  - 第9シリーズ 第19話「ダンス教室の殺意!? 夢を庇う女」（1996年）
  - 第10シリーズ 第9話「社宅夫人の斗い! 競馬予想の女」（1997年）
- 3年B組金八先生 第5シリーズ（1999年 - 2000年、TBS） - 看護婦・ミドリ 役
- おいね・父の名はシーボルト（2000年、NHK）
- 女同士（2000年、THK）
- 女と愛とミステリー （TX）
  - 「悪の仮面」（2001年）
  - 「多摩南署たたき上げ刑事・近松丙吉3・依頼人の娘」（2003年）
- 金曜エンタテイメント「アリバイの彼方に2」（2002年、CX）
- 月曜ミステリー劇場 （TBS）
  - 「弁護士迫まり子の遺言作成ファイル5・告発」（2003年）
  - 「ラストシーン」（2003年） - 遠藤くみ 役
  - 「自治会長・糸井緋芽子社宅の事件簿4」（2004年）
- 牡丹と薔薇（2004年、THK）
- 月曜ゴールデン「夜の終る時」（2007年、TBS）
- 非婚同盟（2009年、THK） - 常盤サチ 役

### ラジオドラマ
- アドベンチャーロード　妖怪博士と少年探偵団（1986年、NHK） - 明智文代 役
- アドベンチャーロード　魔人復活 第1部 青銅の魔人（1987年、NHK） - 明智文代 役
- アドベンチャーロード　魔人復活 第2部 地底の魔術王（1987年、NHK） - 明智文代 役
- 特集アドベンチャーロード　透明怪人と黄金どくろの謎（1987年、NHK） - 明智文代 役
- 特集アドベンチャーロード　宇宙怪人と少年探偵団（1989年、NHK） - 明智文代 役
- アドルフに告ぐ（1993年） - 絹子 役
- さだまさし　二人の部屋（1979年）-５作のミニドラマの主人公の相手役

### 舞台
- ファニーガール
- ガラスの策略

### 人形劇
- 人形歴史スペクタクル 平家物語（1993年 - 1995年、NHK）

### ラジオ番組
- 愛の街から（エフエム東京、1981年）
- ASAHI BEER TASTY MUSIC TIME（エフエム東京）

### 吹き替え
- ミス・マープル3 復讐の女神（2010年、NHK-BS2） - クロチルド 役
- ER XV 緊急救命室 第20話「2499」（2011年、NHK-BS2） - ソニヤ・ウォルターズ〈エイミー・モートン〉 役
- トンイ（2011年、NHK BSプレミアム）